# St. Michael (Euerfeld)

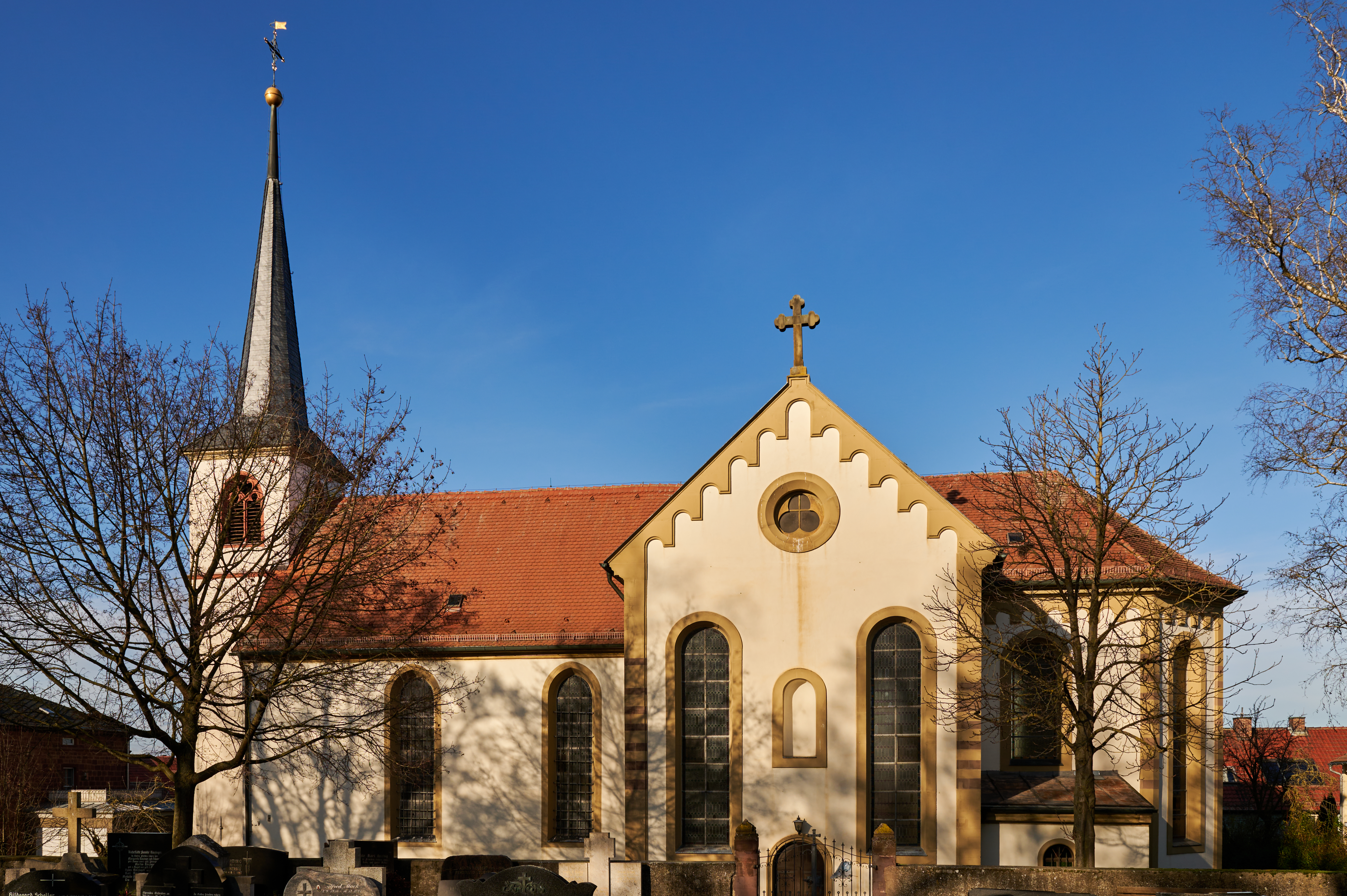
Kath. Pfarrkirche Euerfeld

Die Pfarrkirche St. Michael ist die katholische Dorfkirche von Euerfeld, einem Stadtteil von Dettelbach im unterfränkischen Landkreis Kitzingen. Die Kirche liegt in der Kirchstraße inmitten des Dorfes und ist heute Teil des Dekanats Kitzingen.

## Geschichte
Die Geschichte der Euerfelder Kirche ist eng mit der des Dorfes verbunden. Eventuell stieg das Gotteshaus im Ort bereits im 14. Jahrhundert zu einer eigenständigen Pfarrei auf, die ursprüngliche Pfarreizugehörigkeit ist unklar. Am 26. Oktober 1363 bestand die Pfarrei wahrscheinlich bereits und hatte als Filiale die Simon-und-Judas-Thaddäus-Kirche im benachbarten Bibergau. Spätestens 1450 war Euerfeld eine unabhängige Pfarrei. Im Jahr 1482 ist der erste Pfarrer überliefert.
Im 16. Jahrhundert wurde die Pfarrei zeitweise nicht versehen und die Gemeindemitglieder von Euerfeld wurden vom Pfarrer von Schernau versehen. Die Euerfelder wendeten sich in diesem Jahrhundert dem Protestantismus zu, 1576 waren alle Einwohner lutherisch. Unter dem Würzburger Bischof Julius Echter von Mespelbrunn forcierte man die Rekatholisierung des Ortes und der Fürstbischof dotierte die Pfarrei erneut.
Während des Dreißigjährigen Krieges wurden die Euerfelder vom Pfarrer von Dettelbach betreut. Im Jahr 1627 brannte die Kirche nieder und man errichtete einen Neubau. Am 29. September 1627 benedizierte der Weihbischof Jodokus Wagenhauber das neue Gotteshaus. Es war damals dem heiligen Martin von Tours geweiht. 1672 erhielt der Würzburger Fürstbischof von seinem Domkapitel das Patronatsrecht, also das Einsetzungsrecht des Pfarrers von Euerfeld.
Ein zweiter Brand im Jahr 1685 zerstörte die Kirche neuerlich. Den Neubau erbaute der Baumeister Johann Höfling in den Jahren 1685 bis 1688. Der Mord an Michael Estenfelder im Jahr 1692 ließ eine vom Pfarrer geförderte Wallfahrt entstehen, die im 18. Jahrhundert allerdings schon wieder einging. Im Jahr 1701 wurde der Turm, der aus der Echterzeit stammt, umfassend renoviert. 1808 bis 1810 baute man die Empore ein.
Die heutige Erscheinung erhielt die Michaelskirche im Jahr 1892. Damals wurde der Chor erweitert und das Querschiff aufgerichtet. Als Baumeister beschäftigte man entweder den Würzburger Friedrich Friedreich oder der Bibergauer Georg Fehn. Die Kirche konnte bereits am 25. September 1892 re-benediziert werden. 1960 erneuerte man den Außenbau der Kirche, 1961 nahm man eine Innenrenovierung vor. Hierbei entfernte man auch die neoromanische Ausstattung. Wiederum renoviert wurde die Kirche 1981 und 1984.
Im Jahr 2007 wurde mit der Innenrenovierung des Gotteshauses für rund eine halbe Million Euro begonnen, wodurch die Kirche ein neues liturgisches Konzept erhalten sollte. Man will mit den Baumaßnahmen außerdem einen Bezug zur Baugeschichte der Kirche wiederherstellen. Die Renovierung endete im Frühjahr 2009. Die Michaelskirche in Euerfeld wird heute vom Bayerischen Landesamt für Denkmalpflege als Baudenkmal eingeordnet. Hierzu zählen auch die Denkmäler im Kirchhof, wie der Kreuzigungsbildstock von 1565.

## Beschreibung
Die Pfarrkirche präsentiert sich als kleiner Saalbau mit polygonalem Chorabschluss. Sie ist geostet und wurde im Westen mit einem Turm ausgestattet. Er weist als typischer Julius-Echter-Turm alle charakteristischen Merkmale, wie den Spitzhelm auf. Ende des 19. Jahrhunderts wurde ein Querschiff angebracht.

## Ausstattung

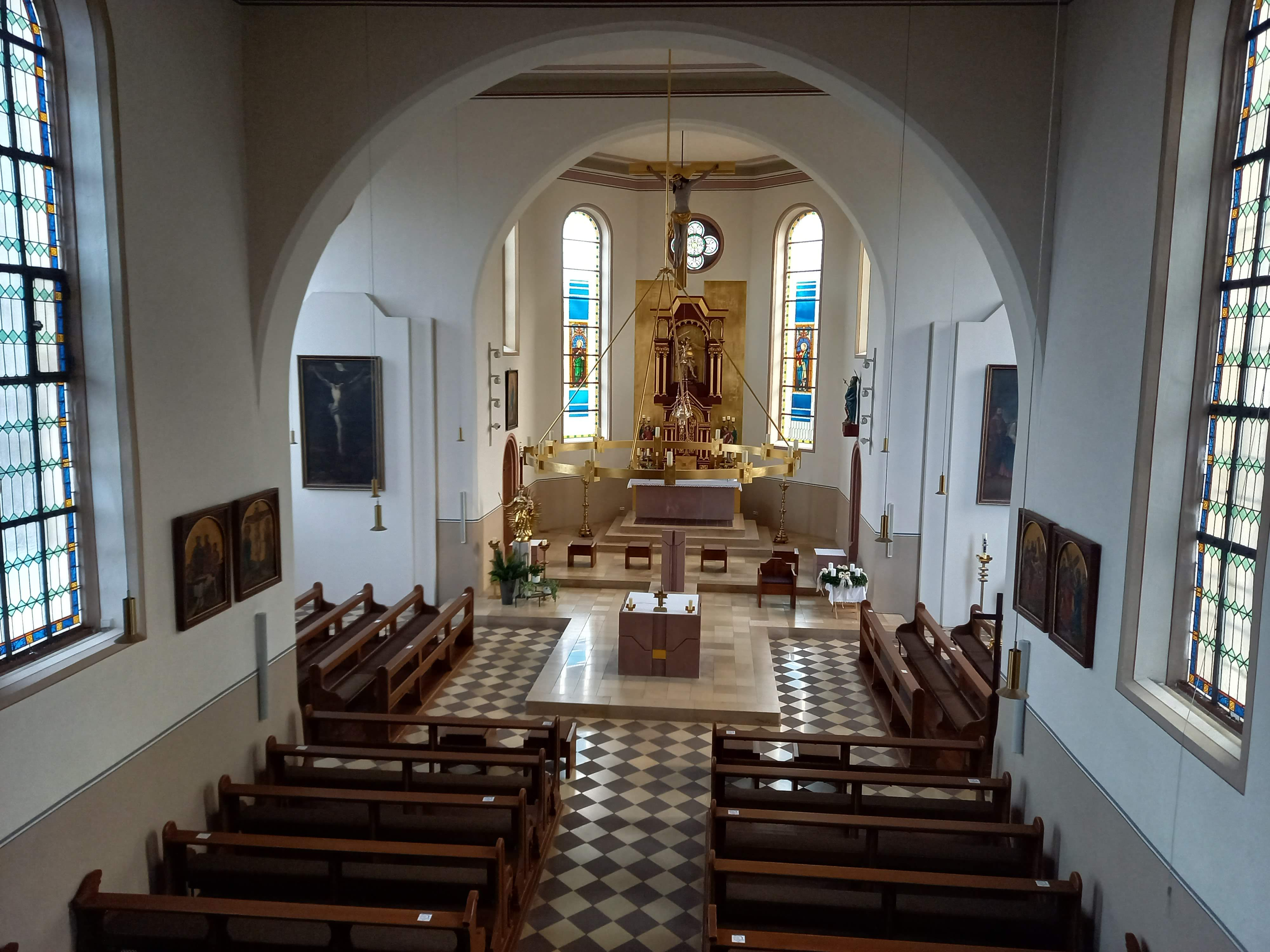
Blick von der Empore in den Kirchenraum

Das Innere der Kirche wurde um das Jahr 2010 von Domkapitular Jürgen Lennsen völlig neu gestaltet.

### Glocken
Das Geläut der Michaelskirche besteht aus insgesamt vier Glocken. Sie entstanden zum größten Teil im Jahr 1950, wahrscheinlich waren die ursprünglichen Glocken während des Zweiten Weltkrieges zum Einschmelzen abgegeben worden. Lediglich die kleinste Glocke von 1922 blieb der Gemeinde erhalten.
| Name                    | Grundton | Gussjahr | Durchmesser in Zentimeter | Gewicht in Kilogramm | Inschrift                                                       |
| ----------------------- | -------- | -------- | ------------------------- | -------------------- | --------------------------------------------------------------- |
| Kriegergedächtnisglocke | fis1     | 1950     | 110                       | 800                  | „Den Gefallenen zum Gedächtnis 1914–18 und 1939–45“             |
| Marienglocke            | a1       | 1950     | 93                        | 500                  | „Hl. Maria, bitte für uns“                                      |
| Michaelsglocke          | h1       | 1950     | 82                        | 370                  | „St. Michael, du starker Held, schütz und schirm dein Euerfeld“ |
| Josefsglocke            | cis2     | 1922     | 60                        | 250                  | „Hl. Josef, bitte für uns“                                      |

### Weitere Ausstattung

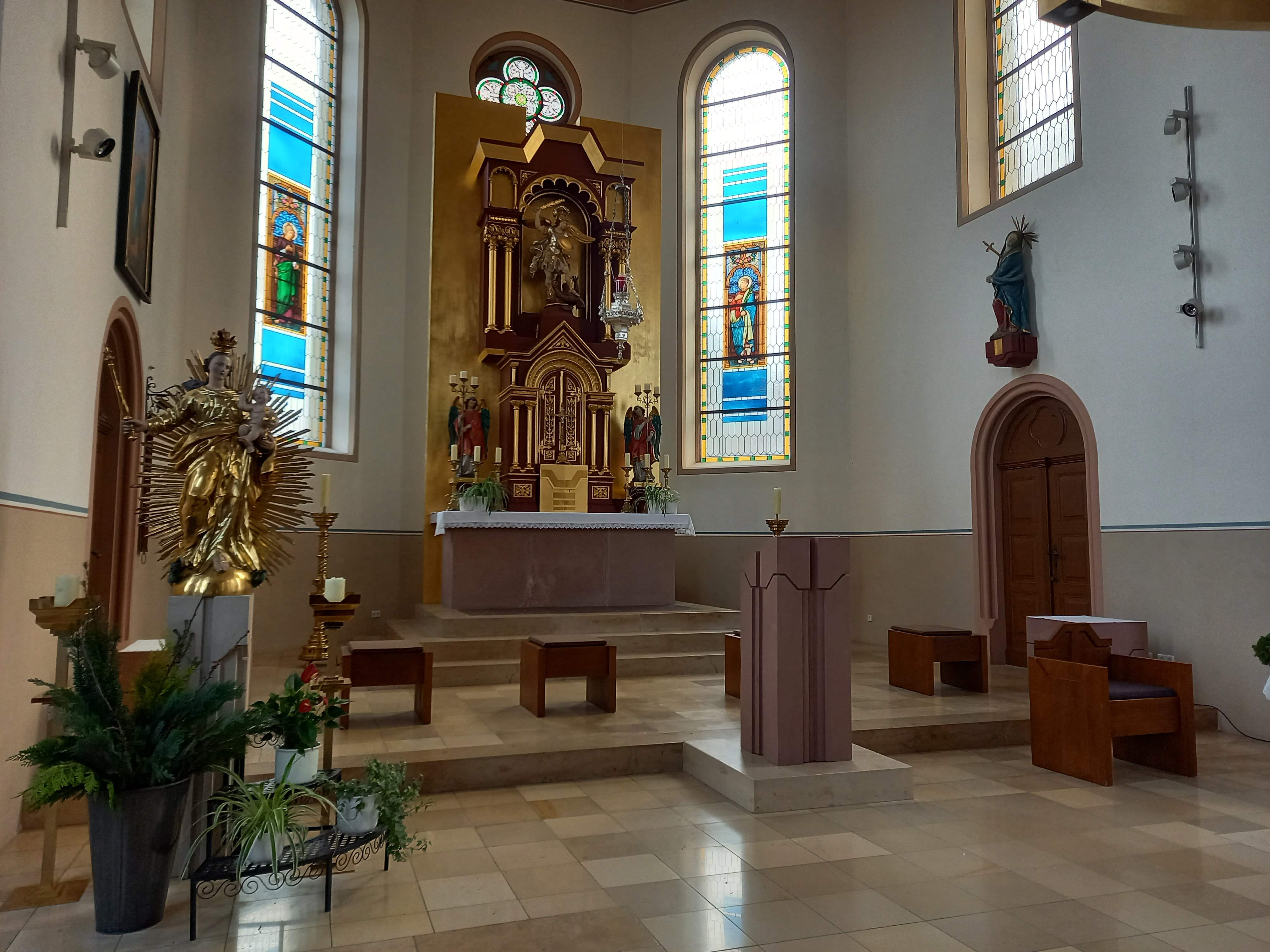
Hochaltar und Marienstatue

Einen Hinweis auf die ehemalige Wallfahrt zum „Euerfelder Michele“ bildet ein Ölgemälde des 18. Jahrhunderts. Es kam im Jahr 1751 durch die Stiftung der Studenten Johann Paul Rosskopf, Johann Wendelin Hesse und Johann Baptist Euersheim in das Gotteshaus. Auf dem Bild ist der nackte Leichnam des Ermordeten auf freiem Feld vor der Kirche zu sehen. Aus dem Jahr 1724 stammt das Gemälde „Christus am Kreuz“. Es wurde vom Hofmaler Anton Clemens Lünenschloß geschaffen.
Ein weiteres Gemälde mit unbekanntem Inhalt kam im 19. Jahrhundert in die Kirche. Im Chor findet sich eine Muttergottesfigur, die vom Bildhauer Matthäus Schiestl der Ältere geschaffen wurde. Zuvor, im Jahr 1857, kam die Darstellung der vierzehn Nothelfer, ein Ölgemälde vom Volkacher Künstler Peter Geist ins Kircheninnere. Die Figuren von Johannes und Paul waren am ehemaligen Hochaltar zu finden und wurden 1893 gearbeitet.
Die Orgel weist 18 Register auf und wurde 1931 von der Firma Willibald Siemann aus München geschaffen. Im Jahr 1992 restaurierte die Firma Werner Mann aus Marktbreit das Instrument. Die Chorfenster von 1961 schuf Rudolf Schieblon. Im Zuge des Zweiten Vatikanischen Konzils wurde ein Volksaltar ins Gotteshaus gebracht. Michael Altenhöfer aus Würzburg arbeitete den Altar im Jahr 1962. Ebenso wurde das Tabernakel von ihm geschaffen.

## Wallfahrt
Die Wallfahrt geht auf eine sogenannte Ritualmordlegende zurück. Am 6. April 1692, dem Ostersonntag, vermisste man den dreijährigen Johann Michael Estenfelder aus dem Dorf. Ein Schäfer berichtete, dass er das Kind auf dem Weg ins benachbarte Schernau gesehen haben will. Nun kamen Gerüchte auf; so soll der Junge im Haus der Judenfamilie Lämblein aus Schernau zum letzten Mal lebend gesehen worden sein.
Am 9. April 1692 entdeckte der Bauer Johann Michael Scheller die Leiche des Estenfelder in der Flur „Ötzfeld“. Insgesamt war der Junge durch 17 Messerstiche zu Tode gebracht worden. Schnell hatte man als Schuldige die Juden aus Schernau ausgemacht, die den Jungen in einem Ritual getötet haben sollen. Die Behörden des Dorfherren, das Hauger Stift in Würzburg, musste bald eingreifen um gewalttätige Ausschreitungen zu vermeiden.
Die Schernauer Juden wurden festgenommen und nach Dettelbach und Kitzingen ins Gefängnis gebracht. Die Verhöre der Verdächtigen brachten keine Ergebnisse und die Juden wurden wieder freigelassen. Am 17. Mai 1692 ordnete der Fürstbischof von Würzburg Verhöre unter Folter für Sarah Lämblein aus Schernau und Salomon von Bibergau an, die auch keine Ergebnisse brachten. Am 16. Juni desselben Jahres erließ die fürstbischöfliche Regierung einen Fahndungsaufruf. Der Mord blieb letztendlich unaufgeklärt.
Der Euerfelder Pfarrer Johann Martin Förtsch ließ den Leichnam vor dem Marienaltar bestatten und befeuerte mit seinen Predigten eine Wallfahrt zum „Euerfelder Michele“, den er als „unschuldigen Blutzeugen des Christentums“ bezeichnete. Schnell sollen auch erste Wunderheilungen stattgefunden haben. Die Bistumsverwaltung in Würzburg unterstützte die illegitime Wallfahrt nicht, verbot allerdings auch nicht den Wallfahrern das Anreisen. Erst im 18. Jahrhundert versiegte die Wallfahrt.

## Pfarrer
Die Pfarrherrn der Pfarrei Euerfeld sind seit ihrer Gründung in der zweiten Hälfte des 15. Jahrhunderts nahezu vollständig erfasst. Bis ins 17. Jahrhundert sind die Amtszeiten nur bruchstückhaft überliefert. Die Pfarrei Euerfeld war im Dreißigjährigen Krieg zeitweise unbesetzt. Zwischenzeitlich übernahmen die Franziskaner aus dem Kloster Dettelbach die Seelsorge. Seit deren Weggang besteht eine Pfarreiengemeinschaft mit den kath. Gemeinden auf dem Stadtgebiet Dettelbach.
| Leonhard Steublein                                                            | gen. 1482 | |
| Bernhard Stumpf                                                               |           | |
| Friedrich Bäcker                                                              | gen. 1495 | |
| Johann Uttenhöfer                                                             | gen. 1504 | |
| Jakob Oberdörfer                                                              | gen. 1508 | |
| Leonhard Schleeriette                                                         |           | |
| Michael Hegs                                                                  | gen. 1523 | |
| Michael Baum                                                                  | gen. 1535 | |
| Johannes Zink                                                                 | gen. 1548 | |
| Carolo Reuther                                                                | gen. 1553 | |
| Wolfgang Stöcklein                                                            | gen. 1569 | |
| Albertus Jacobus                                                              | gen. 1590 | |
| Johannes Melcmius                                                             | gen. 1592 | |
| Johannes Lutz                                                                 | 1597–1606 | |
| Georgius Hofstetter                                                           | 1606–1613 | |
| Georgius Dürk                                                                 | 1613–1616 | |
| Johannes Wachemer                                                             | 1616–1620 | |
| Gabriel Hinold                                                                | 1620–1621 | Magister |
| 1621–1631 unbesetzt                                                           |           | |
| 1631–1652 Franziskaner aus Dettelbach: Georgius Zirkelbach, Zacharias Söllner |           | |
| Casparus Horrat                                                               | 1652–1654 | |
| Michael Faber                                                                 | 1654–1655 | |
| Philippus Mauter                                                              | 1655–1657 | |
| Mathäus Sommer                                                                | 1657–1663 | |
| Petrus Lares                                                                  | 1663–1673 | |
| Franziskus Keller                                                             | 1673–1678 | |
| Johannes Osterberger                                                          | 1678–1682 | |
| Johannes Anding                                                               | 1682–1685 | |
| Gregorius Adolf Bach                                                          | 1685–1689 | |
| Johannes Sartorius                                                            | 1689–1690 | |
| Burcardus Röll                                                                | 1690–1692 | |
| Johannes Martinus                                                             | 1692–1700 | |
| Conradus Gnickel                                                              | 1700–1702 | |
| Christian Obermeder                                                           | 1702–1706 | |
| Johannes Hohn                                                                 | 1706–1721 | |
| Georgius Lindner                                                              | 1721–1724 | |
| Petrus Schleret                                                               | 1724–1725 | |
| Valentinus Gessner                                                            | 1725–1728 | |
| Ambrosius Eßig                                                                | 1728–1762 | |
| Nikolaus Krieg                                                                | 1762–1781 | |
| Sebastianus Lehnhard                                                          | 1781–1797 | |
| Michael Rauch                                                                 | 1797–1844 | gleichzeitig Dekan des Dekanats Dettelbach, † 1844                                                                |
| Matthäus Nees                                                                 | 1844–1860 | |
| Johannes Valentinus Burger                                                    | 1860–1868 | |
| Johannes Nepomuk Wirth                                                        | 1868–1882 | |
| Georg Mann                                                                    | 1882–1888 | |
| Michael Adam Berninger                                                        | 1889–1902 | zuvor in Baunach, Neubau der Euerfelder Kirche, † 1902                                                            |
| Georg Rug                                                                     | 1903–1935 | * in Kitzingen, zuvor Rektor eines Knabenseminars in München, danach in Dettelbach, † 1941 in Dettelbach          |
| Theodor Morhart                                                               | 1935–1946 | * um 1877, zuvor Pfarrer in Bergtheim, † 1946                                                                     |
| Michael Waldhäuser                                                            | 1946–1957 | zuvor Pfarrer in Stammheim, † 1960 in Eichelsdorf                                                                 |
| Eberhard Pfirmann                                                             | 1957–1991 | * 1900 in der Rheinpfalz, zuvor Pfarrer in Donnersdorf, Ehrenbürger von Euerfeld, † 5. Juli 1991                  |
| P. Johannes Messerer                                                          | 1991–1992 | OFM |
| Anton Hauck                                                                   | 1992–1999 | * 1933 in Dampfach, zuvor Pfarrer in Elfershausen, Zellingen, Duttenbrunn, gleichzeitig in Bibergau und Effeldorf |
| Erich Seitz                                                                   | 1999–2002 | * 1937 in Schweinfurt, zuvor in Knetzgau, Röthlein                                                                |
| Uwe Hartmann                                                                  | 2017–2022 | zuvor Pfarrer in Kahl am Main, † 2022                                                                             |
| Gerhard Spöckl                                                                | 2022–2024 | Dekan des Dekanates Kitzingen, seit dem Tod von Pfr. Uwe Hartmann Pfarradministrator                              |
| Nicolas Kehl                                                                  | 2024-     | * 1989, zuvor bereits Pfarrvikar                                                                                  |